# روبرت أو. بيكر
روبرت أو. بيكر (بالإنجليزية: Robert O. Becker)‏ هو طبيب عسكري وأستاذ جامعي أمريكي، ولد في 31 مايو 1923 في ريفر إيدج في الولايات المتحدة، وتوفي في 14 مايو 2008 في لوفيل في الولايات المتحدة بسبب ذات الرئة.